# Тазин (озеро)
Тазин (англ. Tazin Lake) — озеро в северо-западном углу провинции Саскачеван (Канада).
Расположено севернее озера Атабаска. Всего несколько километров отделяют озеро от границ провинции Альберта и Северо-Западных территорий. Максимальная длина озера равна 64 км, максимальная ширина — 19 км. В центральной части озера расположено несколько крупных островов. Длина береговой линии, включая и береговые линии 20 островов, составляет 400 км. Основное питание от одноимённой реки Тазин, берущей начало в озере Данвиган и впадающей в восточную часть озера, и от реки Абитау, впадающей в озеро с севера. Сток из западной оконечности озера по реке Тазин в общем северном направлении в озеро Хилл-Айленд, далее на северо-запад в Большое Невольничье озеро.
Возвышенность, окружающая озеро, сложена древними докембрийскими породами и имеет высоту до 100 метров. Крутые склоны безлесы, на более пологих растёт чёрная ель, в долинах чаще встречается белая ель. Животный мир представлен чёрными медведями, росомахами, песцами и мигрирующими в этом районе северными оленями (карибу). Из птиц можно отметить беркута, полярную гагару и белую куропатку.
Спортивное рыболовство на северную щуку и озёрную форель. Также водится арктический хариус, сиг, светлопёрый судак.